# Ein Freiflug im Jahre 2222
Ein Freiflug im Jahr 2222 von Hans Dominik ist eine technisch-wissenschaftliche Zukunftsgeschichte. Sie erschien 1934 in der jährlich erscheinenden Buchreihe: „Das Neue Universum“. (55. Jahrgang, Seite 1–24)

## Inhalt kurz
In dieser Geschichte wird eine Mondumrundung mit einem Raketenschiff beschrieben. Ein Junge gewinnt in einer Tombola einen Freiflug um den Mond.

## Inhalt, ausführlich
Die Geschichte spielt am 2. Februar 2222 („2.2.2222“) und beginnt wie einige andere auch (siehe auch „Die Nahrung der Zukunft“) in einer Schule, wo der Lehrer seine Schüler Unterrichtsstoff abfragt. Einer der Schüler hat in einer Tombola einen Freiflug um den Mond gewonnen; der Vater eines anderen ist Erster Steuermann auf einem großen Raketenschiff, das den Verkehr zwischen Erde und Venus unterhält.
Die Handlung beginnt mit Fragen zu der Geschichte der Raketentechnik und der Weltraumfahrt. (Raketentechnik, Prof. Hermann Oberth, den Hans Dominik sehr verehrte, einer der bedeutendsten Pioniere der Raumfahrt-Wissenschaften und der Raketentechnik.) Für Dominik waren die Sauerstoff-Wasserstoff-Raketen des H. Oberth, die Möglichkeit große Entfernungen zu überbrücken.
Die weitere Entwicklung sieht Hans Dominik so (aus der Sicht von 1934 gesehen) – was dann auch im Unterricht behandelt wird: Die USA setzen in einem Krieg mit Japan im Jahre 1975 Atomraketen ein (das Ereignis fand tatsächlich so ähnlich im Jahre 1945 statt.) – 1980 Raketentechnik zur Postbeförderung, 1990 Raketentechnik zur Personenbeförderung. Die Weiterentwicklung in der Raketentechnik sieht Dominik in dem Atomantrieb etwa 2050. Einer der Schüler soll nähere Auskunft über diesen Antrieb in einer Rakete geben. Diese wird über so genannte Treibflächen betrieben; sie sind mit einem neu entdecktem Element (Marium) belegt, bei dessen Zerfallsprozess die Atome gerichtet abgeschossen werden. Dadurch ist der neue Raketentyp 3 Millionen Mal so effektiv wie der alte mit Sauerstoff-Wasserstoff-Antrieb.
Des Weiteren wird die Zukunft der Raumfahrt kurz aufgezählt:
2060 beginnt das Zeitalter der großen Entdeckungen.

2061 Mondlandung – das sah Dominik um rund 90 Jahre später als in der Realität.

2062 Raumfahrt zur Venus, 2063 Flug zum Mars – auch da könnte die Menschheit tatsächlich schneller sein.

2065 Landung auf der Venus. Es gab Streit zwischen den USA und Spanien, wer die Venus in Besitz nehmen sollte. Der Völkerbund entschied Hälfte, Hälfte. Entdeckung des neuen Planeten Norge – von Norwegen entdeckt. Mit Raketenschiffen sehr nahe an die Sonne fliegen, um Forschungen zu betreiben.

Zwischen den Jahren 2080–2140 beginnen Raumflüge vom Mars aus.

2084 erste Umrundung des Jupiter.

2095 Umsegelung des Saturn.

2116 Umsegelung des Uranus.

2132 Umschiffung des Neptun.

Ab 2162 begannen erste Versuche, unser Sonnensystem mit Raumschiffen zu verlassen und die Nachbar-Sonnensysteme anzusteuern (Alpha tauri – wahrscheinlich ist der sonnennächste Stern Alpha Centauri oder Toliman im Zentaur (Sternbild) gemeint), allerdings mit großen Verlusten für die Menschheit – man vermutet Weltraumstrahlung, die das Nervensystem stark schädigt – hier hat H. Dominik etwas vorhergesagt, was wirklich ein Problem der bemannten Raumfahrt ist. Das Weltraumstrahlenproblem versucht man mit speziellen Legierungen aus Metall in den Griff zu bekommen, dies testete man zuerst an Tieren.
Es wird auch schon spekuliert, welche Planeten für eine Kolonisierung durch die Menschen in Frage kommen würden, es kommen demnach nur die Planeten Mars und Venus in Frage. (Kriterien sind etwa Tageslänge, Atmosphäre, Klima, Wasser und Lebewesen.)
Des Weiteren wird die Relativitätstheorie angesprochen: Während z. B. ein Raumfahrer zu Alpha tauri und zurück mit fast Lichtgeschwindigkeit etwa 3 Monate brauchen würde, würden auf der Erde etwa 9 Jahre vergehen, das heißt auch die Zeit ist nur relativ, die Zeit wird mit einem Korrektionskoeffizienten versehen, der mit wachsender Geschwindigkeit immer kleiner wird und bei Lichtgeschwindigkeit imaginär wird.
Am Nachmittag treffen sich der Tombolagewinner und der Sohn des Steuermanns des Raketenschiffes am Flughafen. Gemeinsam treten sie die Fahrt um den Mond an. Sie unterhalten sich und überlegen dann, was passiert, wenn der Vater mehrmals zu Alpha tauri fliegt: Irgendwann würde der Vater jünger als der Sohn sein. Der Tombolagewinner freut sich besonders, dass gerade Neumond ist, da ist die andere Mondseite beleuchtet, aber der Mond sei halt öde und leer.